# میلتونا (مینه‌سوتا)
میلتونا، مینه‌سوتا (به انگلیسی: Miltona, Minnesota) یک شهر در ایالات متحده آمریکا است که در شهرستان داگلاس واقع شده‌است.

## خصوصیات
میلتونا ۱٫۷۴ کیلومترمربع مساحت و ۴۲۴ نفر جمعیت دارد و ۴۲۹ متر بالاتر از سطح دریا واقع شده‌است.